# 마키 포스트

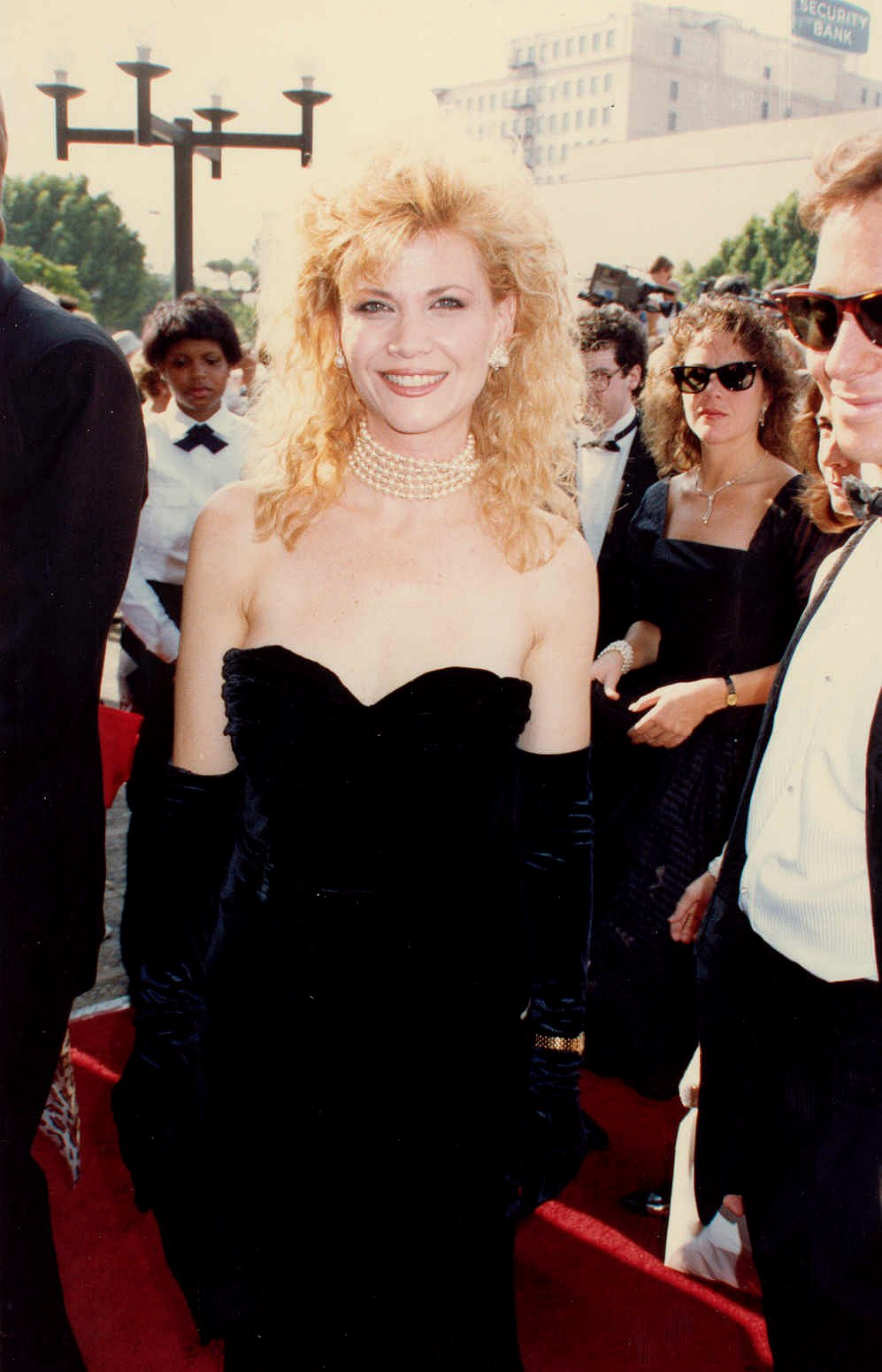

마키 포스트(Markie Post, 1950년 11월 4일 ~ 2021년 8월 7일)는 미국의 배우, 성우, 영화 제작자이다.
팰로앨토에서 태어났다.

## 출연 작품
- 캠프 쿨 키즈 (2017년)
- 머핀 탑: 어 러브 스토리 (2014년) - 린다 역
- 크리스마스 온 더 바이유 (2013년)
- 홀리데이 인 핸드커프 (2007년)
- 일렉트라 우먼 앤 다이나 걸 (2001년)
- 더 디스트릭트 (2000년)
- 메리에겐 뭔가 특별한 것이 있다 (1998년) - 셀리아 역
- 생존 (1997, Survival On The Mountain)
- 스트레인저 앳 마이 도어 (1991년)
- 열혈형사 (1988년)
- 화려한 경쟁자 (1986년)
- 식스 팩 (1983년)
- 우정의 마이애미 (1980년)
- 별들의 전쟁(영어판) (1979년)

### 텔레비전
- 사랑의 유람선 (1982-83)
- 더 폴 가이 (1982-85)
- 치어스 (1983)
- 꿈꾸는 낙원 (1983-84)
- A 특공대 (1983-84)
- 호텔 - 시리즈 (1984-85)
- 나이트 코트 (1984-92)
- 스크럽스 (2002-06)
- 고스트 위스퍼러 (2006)
- 30 ROCK (2008)
- 트랜스포머 프라임 (2010-13)
- 시카고 PD (2014-17)
- 산타클라리타 다이어트 (2018)